# Feditore
Il feditore (dal latino, federe, ferire) era una tipologia di cavaliere medievale degli eserciti dei Comuni italiani. I feditori venivano scelti tra i cittadini di più elevata estrazione sociale ed avevano il compito di procurar battaglia.

## Ruolo in battaglia
Il feditore era un cavaliere reclutato fra i migliori combattenti e talvolta volontario. Molti immaginano che il feditore sia una specie di cavalleria leggera, ma si tratta di una «fantasia del tutto fuorviante». Nello spiegamento tattico della milizia d'età comunale, veniva schierato nella prima linea dell'ordine di battaglia ed aveva, quindi, il compito di affrontare il primo urto con i nemici. Era un compito estremamente rischioso, ma arrecava grande onore e prestigio. I feditori erano generalmente i primi a spargere il sangue avversario.

## Armamento
Dato l'importante quanto rischioso ruolo nella battaglia, i feditori, guelfi o ghibellini che fossero, presentavano un notevole armamento: una cotta di maglia, due maniberghe (cilindri di maglia con annesso guanto a moffola, a protezione del braccio) e due pediberghe (calze di maglia aperte e allacciate sul retro, atte alla protezione dalla coscia alla caviglia), un camaglio (protezione per la testa, sempre in maglia), annesso o staccato dalla cotta di maglia con mentoliera o meno (striscia di maglia, che copriva il mento e parzialmente la bocca), nonché un elmo in ferro con nasale (cd. "cappello d'arme") o con musale.
Poteva essere indossata sopra la cotta di maglia, sia per riconoscimento che per protezione verso il caldo o gli agenti atmosferici, anche la "cotta d'arme", un drappo di tessuto con i colori della casata o della fazione di appartenenza.
L'armamento poteva includere una spada della lunghezza di circa un metro, uno scudo (rotondo o ad aquilone) e, ovviamente, una lancia dalla lunghezza variabile da 2,5 a 4 metri circa. Il feditore poteva disporre, altresì, di armi secondarie, come una daga e una mazza (in legno o ferrata), che poteva anche essere usata nella mischia al posto dell'assai costosa spada.

## Dante Alighieri
Anche Dante Alighieri fu feditore a cavallo, combattendo con l'esercito guelfo (composto in gran parte da fiorentini) nella battaglia di Campaldino (11 giugno 1289) contro quello ghibellino (formato per lo più da aretini). Nel 1436 l'umanista Leonardo Bruni riferisce che Dante combatté "vigorosamente a cavallo nella prima schiera" e riporta il passo di una successiva lettera del poeta in cui Dante stesso racconta: "ebbi temenza molta, e nella fine allegrezza grandissima". La sua partecipazione alla battaglia è commemorata dal monumento "Valigia di Dante", realizzato nel 1921 dall'architetto senese Agenore Socini e posto nella piana Campaldino: sull'opera è apposta una targa, con incisi i versi 4 e 5 del XXII canto dell'Inferno.